# Аратюрюк
Уезд Аратюрюк (уйг. ئارا تۈرۈك ناھىيىسى‎, Ara Türük Nahiyisi, Ara Türük Nah̡iyisi) или уезд Иу́ (кит. упр. 伊吾县, пиньинь Yīwú xiàn) — уезд в городском округе Хами Синьцзян-Уйгурского автономного района КНР.

## География
Уезд Иу расположен в северо-восточной части округа, между горным хребтом и монгольской границей.
Населенные пункты расположены в оазисах пустыни и на реке Иу, которая течет на север и исчезает в пустыне. Крупные населенные пункты — посёлок Иу (伊吾镇; уездный центр), волость Вэйцзы Ся (苇子峡乡) и посёлок Лаомао Ху (淖毛湖镇).
В 1920-е годы эти территории называли «Тухулу» (吐葫芦), и это имя по-прежнему осталось у пригорода Иу, волости Тухулу (吐葫芦乡).
Также в уезде расположены казахская волость Цяньшань (前山哈萨克族乡), волости Яньчи (盐池乡) и Сямая (下马崖乡).

### Флора и фауна
У границы с Монголией обитает гобийский бурый медведь.

## История
Уезд был выделен в 1935 году из уезда Хами для облегчения управления территориями, расположенными к северу от Тяньшаньских гор.

## Административное деление
Уезд Иу делится на 3 посёлка, 3 волости и 1 национальную волость (Цяньшань-Казахская национальная волость).

## Экономика
В уезде Иу активно развивается солнечная энергетика.